# Влада Дритана Абазовића
Влада Дритана Абазовића је изабрана 28. априла 2022. године. Изабрана је као мањинска влада коју чине Уједињена реформска акција, Социјалистичка народна партија, Бошњачка странка, Социјалдемократска партија, Албанска коалиција и Албанска листа, а за њен избор гласали су још Демократска партија социјалиста и Либерална партија.
Скупштина Црне Горе јој је 20. августа 2022. године изгласала неповерење, од када је у техничком мандату. Предлог за гласање о неповерењу поднеле су Демократска партија социјалиста, Социјалдемократска партија Црне Горе, Социјалдемократе Црне Горе, Либерална партија и Демократска унија Албанаца, а поред њих за неповерење су гласали посланици Демократске Црне Горе и самостални посланици Марко Милачић и Владимир Добричанин.

## Састав Владе

### Страначка заступљеност
| Странка                                  | Лидер              | Места у Влади |
| ---------------------------------------- | ------------------ | ------------- |
| Социјалистичка народна партија Црне Горе | Владимир Јоковић   | 6 / 21        |
| Уједињена реформска акција               | др Дритан Абазовић | 5 / 21        |
| Социјалдемократска партија               | Рашко Коњевић      | 2 / 21        |
| Бошњачка странка                         | Ервин Ибрахимовић  | 2 / 21        |
| Независни                                |                    | 2 / 21        |
| Албанска листа                           | Ник Ђелошај        | 1 / 21        |
| Албанска коалиција                       | Фатмир Ђека        | 1 / 21        |
| ЦИВИС                                    | Срђан Павићевић    | 1 / 21        |
| Хрватска грађанска иницијатива           | Адријан Вуксановић | 1 / 21        |

### Чланови Владе
| Ресор | Министар              | Министар | Странка     |
| --- | --------------------- | -------- | ----------- |
| Предсједник Владе | др Дритан Абазовић    |          | УРА         |
| Потпредсједница Владе задужена за међународне односе, европске интеграције и регионалну сарадњу и министар за европске послове | Јована Маровић        |          | УРА         |
| Потпредсједник Владе задужен за економски систем и министар пољопривреде, шумарства и водопривреде                             | Владимир Јоковић      |          | СНП         |
| Потпредсједник Владе задужен за политички систем и унутрашње послове и министар одбране                                        | Рашко Коњевић         |          | СДП         |
| Потпредсједник Владе задужен за регионални развој и министар за капиталне инвестиције                                          | Ервин Ибрахимовић     |          | БС          |
| Министарства |                       |          |             |
| Министар правде | Марко Ковач           |          | СНП         |
| Министар унутрашњих послова | Филип Аџић            |          | УРА         |
| Министар финансија | Александар Дамјановић |          | СНП         |
| Министар вањских послова | Ранко Кривокапић      |          | СДП         |
| Министар економског развоја и туризма                                                                                          | Горан Ђуровић         |          | УРА         |
| Министар спорта и омладине | Василије Лалошевић    |          | СНП         |
| Министар јавне управе | Мараш Дукај           |          | АЛ          |
| Министар рада и социјалног старања                                                                                             | Адмир Адровић         |          | БС          |
| Министар просвјете | Миомир Војиновић      |          | СНП         |
| Министар здравља | Драгослав Шћекић      |          | СНП         |
| Министар културе и медија | Маша Влаовић          |          | нестраначки |
| Министар екологије, просторног планирања и урбанизма                                                                           | Ана Новаковић Ђуровић |          | УРА         |
| Министар људских и мањинских права                                                                                             | Фатмир Ђека           |          | АК          |
| Министар науке и технолошког развоја                                                                                           | Биљана Шћепановић     |          | нестраначки |
| Министар без портфеља | Зоран Миљанић         |          | ЦИВИС       |
| Министар без портфеља | Адријан Вуксановић    |          | ХГИ         |